# Membrana bacteriana externa

Estructura d'un embolcall cel·lular gramnegatiu

La membrana bacteriana externa es troba en bacteris gramnegatius. La seva composició és diferent de la de la membrana citoplasmàtica - entre altres coses, la capa exterior de la membrana inclou un lipopolisacàrid complex, la part lipídica del qual actua com a endotoxina - i està unida al peptidoglicà de la cèl·lula per la lipoproteïna de Braun.
Aquesta capa conté porines.

## Importància clínica
Si l'endotoxina penetra al sistema circulatori, provoca una reacció tòxica, i el pacient tindrà una temperatura i una respiració elevades, i una pressió sanguínia baixa. Això pot causar xoc endotòxic, que pot resultar fatal.